# جيمي يو (ممثلة)
جيمي يو (بالصينية: 杨薏琳؛ بالإنجليزية: Jamie Yeo) هي عارضة وممثلة سنغافورية، ولدت في 17 أبريل 1977.